# Sławniowice
Sławniowice (deutsch Groß Kunzendorf) ist ein Dorf in der Landgemeinde Głuchołazy in Polen. Es liegt acht Kilometer westlich der Stadt Głuchołazy an der Grenze zu Tschechien und gehört zum Powiat Nyski, Woiwodschaft Opole.

## Geographie

### Geographische Lage
Das Straßendorf Sławniowice liegt im Südwesten der historischen Region Oberschlesien direkt an der Grenze zu Tschechien. Der Ort liegt etwa 15 Kilometer nordwestlich des Gemeindesitzes Głuchołazy (Ziegenhals), etwa 19 Kilometer südlich der Kreisstadt Nysa und etwa 74 Kilometer südwestlich der Woiwodschaftshauptstadt Opole.
Sławniowice erstreckt sich an den nordöstlichen Ausläufern des zum Reichensteiner Gebirge gehörigen Nesselkoppenkammes (Przedgórze Paczkowskie) im Tal des Baches Mora. Nördlich erheben sich der Złota Góra (342 m) und der Góra Apla (322 m). Im Osten des Dorfes liegen größere Steinbrüche. Am südlichen Ortsausgang liegt der Grenzübergang Sławniowice/Velké Kunětice.

### Nachbarorte
Nachbarorte sind Kijów und Burgrabice im Norden, Gierałcice im Osten, Kolnovice und Terezín im Südosten, Velké Kunětice und Strachovičky im Süden, Stará Červená Voda im Südwesten, Dolní Červená Voda im Westen sowie Jarnołtów im Nordwesten.

## Geschichte

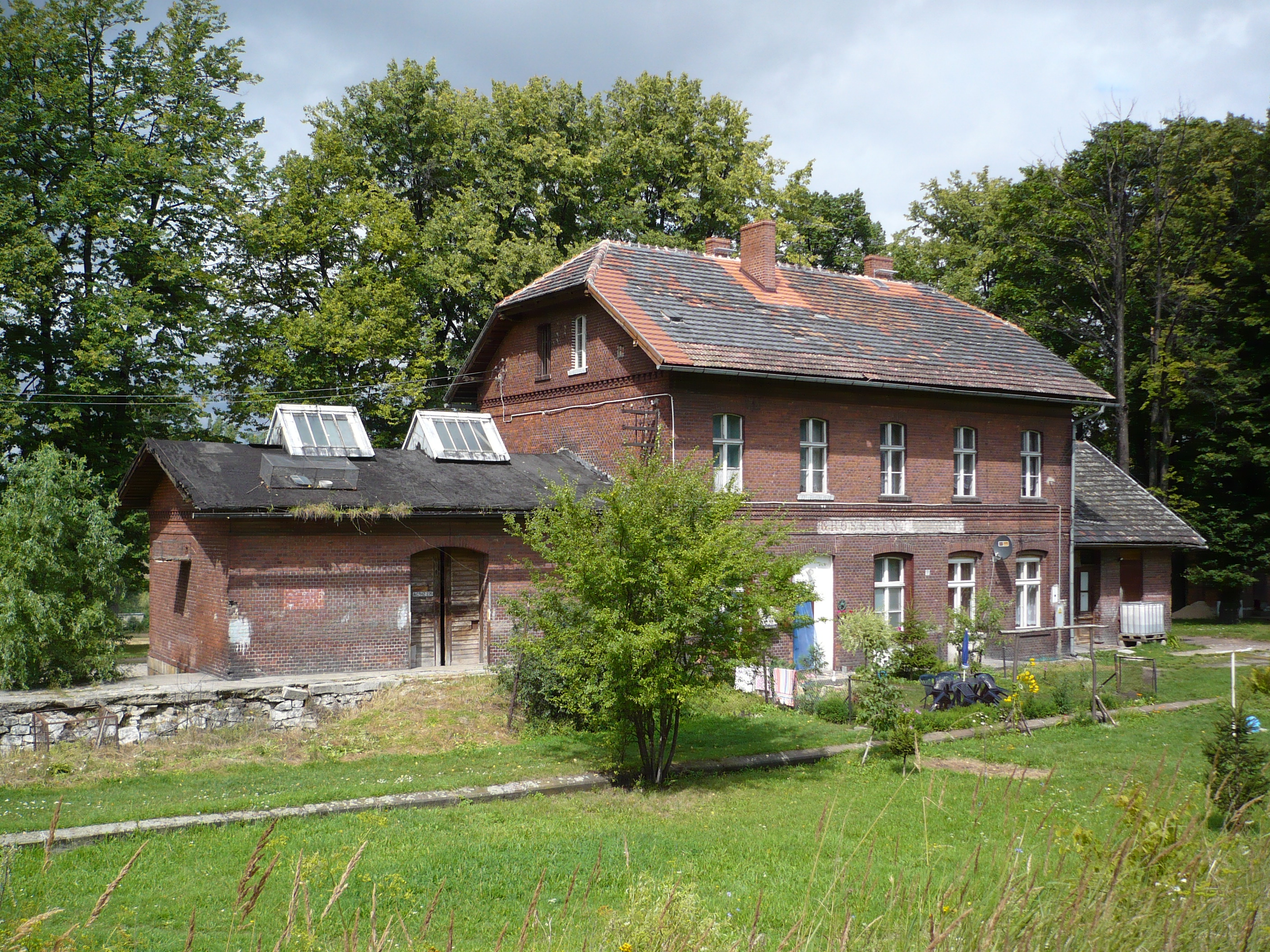
Der ehemalige Bahnhof

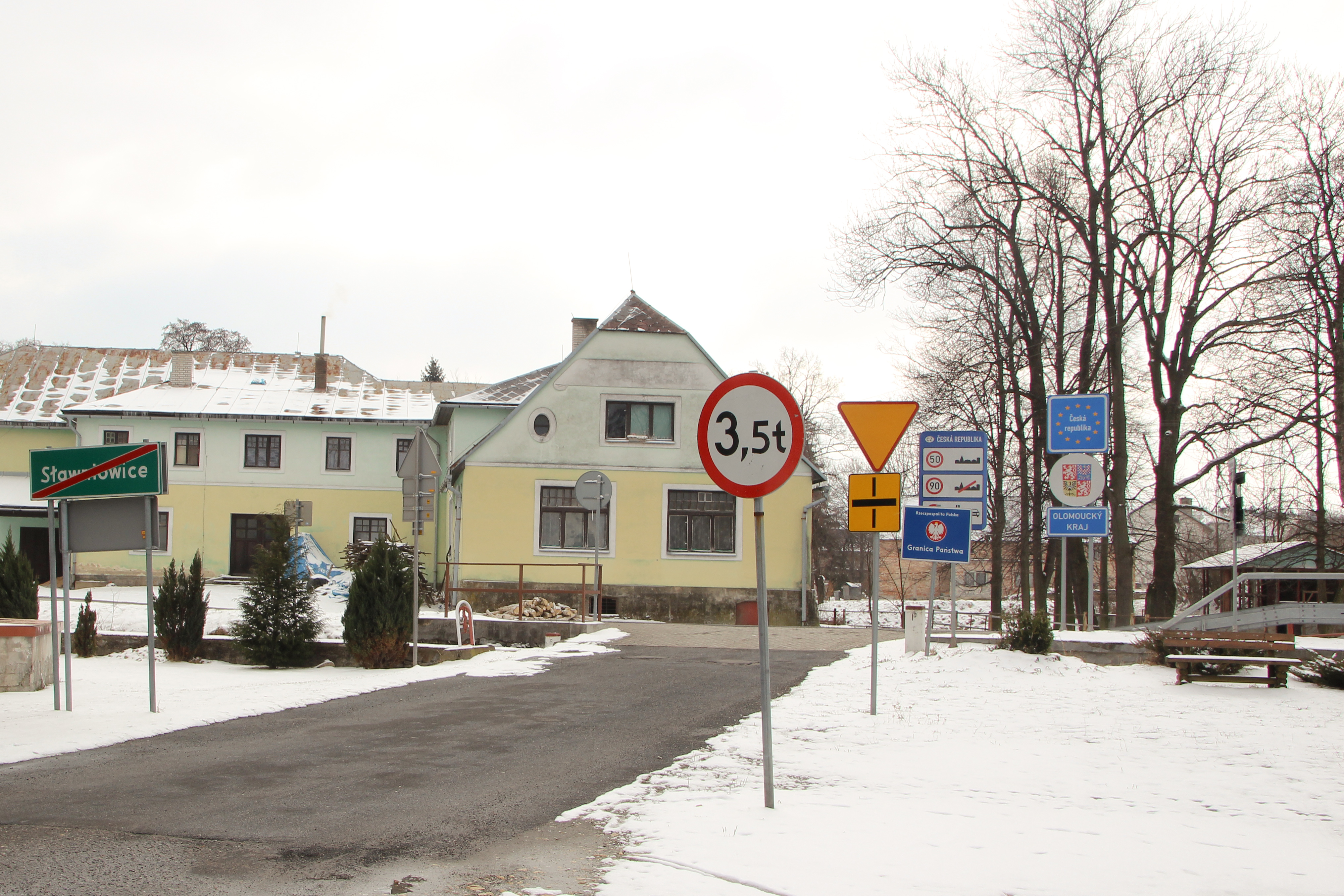
Grenze zu Tschechien

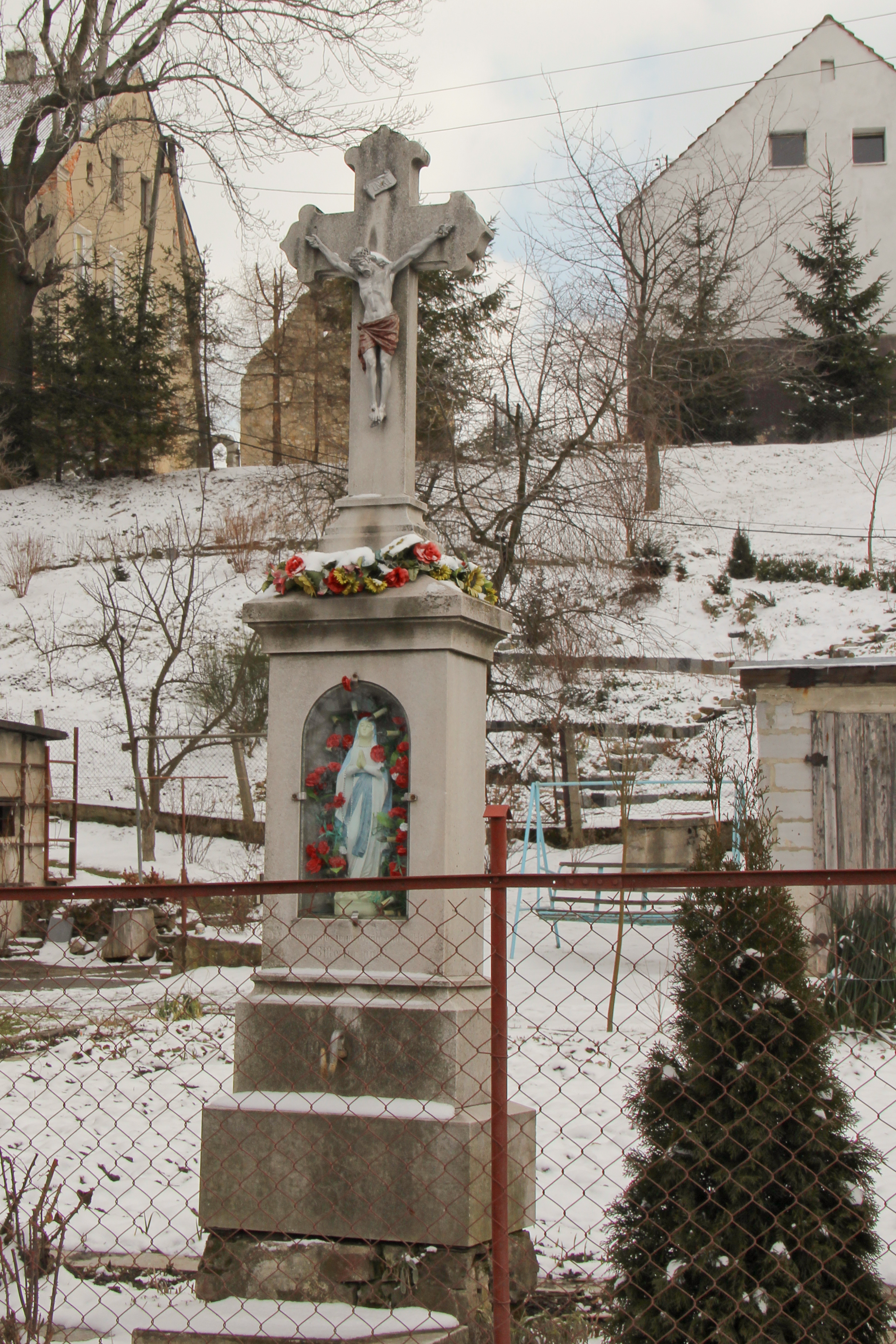
Wegekreuz

Das zum bischöflichen Fürstentum Neisse gehörige Dorf wurde 1284 erstmals als villa Cunati urkundlich erwähnt. Der Ort an der alten Verbindung von Freiwaldau nach Neisse ist aber wahrscheinlich weitaus älter. Der Name des Ortes leitet sich von einem Lokator Kuňata her, später entwickelte sich daraus der seit 1300 als Cunczendorf überlieferte deutsche Name. Der Ort bestand ursprünglich aus zwei Höfen, welche zwei in sich abgeschlossene Teile des Dorfes darstellten. Kunzendorf war mit 60 Hufen ein recht großes Dorf und einer der Höfe, der Vogtshof, verwaltete einen ansehnlichen Besitz. Seit dem 13. Jahrhundert muss auch die Kunzendorfer Marmorlagerstätte bekannt gewesen sein, denn der in Deutsch Kamitz (Kępnica) für den Pfarrer Flerman 1314 errichtete Grabstein ist aus Kunzendorfer Marmor geschaffen.
Seit dem Ende des 13. Jahrhunderts existierte in Kunzendorf eine Pfarre und die Kirche, welche auf dem zum bischöflichen Vogtsgut gehören Anteil errichtet wurde. An dieses Gut wurde zum Ende des 14. Jahrhunderts noch die Herrschaft Borkendorf angeschlossen. Hundert Jahre später setzte in Kunzendorf der Bergbau ein. Es entstanden Kalkbrüche, und in der näheren Umgebung bestanden außerdem Eisenerzbergwerke, deren Produkte an den Eisenhammer und die Kalkbrennerei in Borkendorf geliefert wurden. Am Ende des 16. Jahrhunderts erfolgte der Anschluss der bischöflichen Güter in Kunzendorf und Borkendorf an das Gut Saubsdorf. Zu dieser Zeit war der Borkendorfer Hammer nicht mehr existent. 1603 brach unter Führung von Fabian Tunkel und Georg Grötzner ein bis 1615 andauernder Bauernaufstand gegen die Erhöhung der Frondienste aus, Tunkel wurde 1608 in Neisse hingerichtet. Im 17. Jahrhundert begann die Blütezeit des Kunzendorfer Marmorbruches. Während des Dreißigjährigen Krieges erlitt das Dorf schwere Schäden. In der zweiten Hälfte des 17. Jahrhunderts erfolgte der Wiederaufbau des Dorfes und der Kirche. 1651 entstand die erste Dorfschule.
Danach erfolgte eine Aufteilung des Dorfes und 1690 bestanden in Kunzendorf zwei große Freigüter. Zum Bistum Breslau, das seinen Besitz nun von Freiwaldau aus verwaltete, gehörten 19 Hufen, der Marmorbuch, eine wüste Kalkbrennerei und 33 Bauernwirtschaften. Den Vogtshof, das Gut Hartenberg sowie 18 Hufen und 30 Bauernwirtschaften besaßen die Freiherren von Skal. Hinzu kamen noch zwei kleine Freigüter, die lediglich etwas größere Bauernwirtschaften darstellten.
Nachdem nach dem Ersten Schlesischen Krieg 1742 der größte Teil Schlesiens an Preußen gefallen war, erfolgte die Grenzziehung zwischen Preußen und Österreich mitten durch Kunzendorf. Der nördliche Teil des Dorfes oberhalb der Kirche bis nach Borkendorf, zu dem auch der Marmorbruch gehörte, kam zu Preußisch Schlesien; während der größere Teil von Kunzendorf bei Österreichisch-Schlesien verblieb. Im Zuge dieser Grenzziehung erhielt das geteilte Dorf auch den Namenszusatz „Groß“, den fortan sowohl der preußische als auch der österreichische Teil trugen. Dies war erforderlich, da elf Kilometer südöstlich noch ein weiteres Kunzendorf bestand, welches seit dieser Zeit als Dürr-Kunzendorf (ab 1945 Konradów) bezeichnet wurde.
Nach der Neuorganisation der Provinz Schlesien gehörte die Landgemeinde Groß Kunzendorf ab 1816 zum Landkreis Neisse im Regierungsbezirk Oppeln. 1845 bestanden im Dorf eine Scholtisei, eine katholische Schule, sechs Mamorbrüche, zwei Kalköfen und 114 weitere Häuser. Im gleichen Jahr lebten in Groß Kunzendorf 531 Menschen, allesamt katholisch. 1855 lebten 659 Menschen im Ort. 1874 wurde der Amtsbezirk Borkendorf gegründet, welcher aus den Landgemeinden Borkendorf und Groß Kunzendorf und dem Gutsbezirk Borkendorf bestand. 1882 kaufte die Fa. C. Thust aus Gnadenfrei die Groß Kunzendorfer Marmorbrüche. 1885 zählte Groß Kunzendorf 908 Einwohner. Zur Senkung der Transportkosten für den Marmor entstand die 12 Kilometer lange Eisenbahnstrecke zwischen Groß Kunzendorf und Deutsch Wette, die am 15. November 1894 den Betrieb aufnahm und einen Anschluss an die Bahnstrecken der Neisser Kreisbahn schuf. Nach der Übernahme durch Willibald Thust erfolgte 1897 die Umbenennung in Fa. W. Thust.
1933 lebten in Groß Kunzendorf 992 und 1939 1042 Menschen. Bis 1945 befand sich der Ort im Landkreis Neisse.
Als Folge des Zweiten Weltkriegs fiel es 1945 wie der größte Teil Schlesien an Polen und wurde in Sławniowice umbenannt, wobei für die Namensgebung eine im Jahre 1291 erfolgte Erwähnung als „Slawnewiz“ zugrunde gelegt wurde, bei der heute der Bezug zu Sławniowice allgemein angezweifelt wird. Die deutsche Bevölkerung wurde vertrieben und der Grenzübergang zur Tschechoslowakei geschlossen. Nach Kriegsende erfolgte die Wiederaufnahme der Marmorbrüche. Der Personentransport auf der Eisenbahnstrecke Nowy Świętów – Sławniowice Nyskie wurde 1960 eingestellt. Nach 1990 wurde der Grenzübergang nach Velké Kunětice wiedereröffnet. 1999 kam der Ort zum wiedergegründeten Powiat Nyski. Heute ist der früher bäuerliche Charakter des Ortes nicht mehr vorhanden.

## Wirtschaft
In Sławniowice bestehen nur noch vier bäuerliche Wirtschaften. Die meisten der Einwohner arbeiten bei dem größten Arbeitgeber des Dorfes, dem Steinbruch- und Verarbeitungsbetrieb für Marmor „Marmur Sławniowice“, zu dessen Referenzobjekten u. a. das Königsschloss in Kopenhagen gehört.
Im Steinbruchsgebiet gewinnt man noch heute einen hellen bis dunkelgrauen mittelkörnigen Marmor und in tieferen Lagen einen kräftig gelben, braun geaderten dolomitischen Marmor.

## Sehenswürdigkeiten
- Empfangsgebäude des ehemaligen Bahnhofs – 1894 erbaut[7]
- Schulgebäude – 1882 erbaut[7]
- Straßenkapelle mit spätbarocken Skulpturen
- Kalvarienberg am  östlichen Ortsrand
- Kapellen an den Steinbrüchen
- Steinernes Wegekreuz

## Söhne und Töchter des Ortes
- Franz Kappel (1855–1909) – deutscher Salinenangestellter und Amateur-Botaniker[8]

## Persönlichkeiten
- Joseph Krautwald (1914–2003) – deutscher Bildhauer; erhielt in den Marmorsteinbrüchen von Willibald Thust seine Ausbildung zum Steinmetz